# Ditrichopsis
Ditrichopsis es un género de musgos perteneciente a la amilia Archidiaceae. Comprende 3 especies descritas y  aceptadas.

## Taxonomía
El género fue descrito por Viktor Ferdinand Brotherus y publicado en Akademie der Wissenschaften in Wien, Sitzungsberichte, Mathematisch-naturwissenschaftliche Klasse, Abteilung 1 133: 560. 1924.

## Especies aceptadas
A continuación se brinda un listado de las especies del género Ditrichopsis aceptadas hasta febrero de 2015, ordenadas alfabéticamente. Para cada una se indica el nombre binomial seguido del autor, abreviado según las convenciones y usos.
- Ditrichopsis baikalensis Ignatova & O.M. Afonina
- Ditrichopsis clausa Broth.
- Ditrichopsis gymnostoma Broth.